# Iran op de Olympische Zomerspelen 1956
Iran nam deel aan de Olympische Zomerspelen 1956 in Melbourne, Australië. Voor het eerst in de geschiedenis won Iran een gouden medaille. Het werden er uiteindelijk zelfs twee.

## Medailleoverzicht
| Sport         | Olympiër                   | Onderdeel             | Medaille |
| ------------- | -------------------------- | --------------------- | -------- |
| Worstelen     | Imam-Ali Habibi            | -67kg vrije stijl (m) | Goud     |
| Worstelen     | Gholamreza Takhti          | -87kg vrije stijl (m) | Goud     |
| Worstelen     | Mohammad Ali Khojastehpour | -52kg vrije stijl (m) | Zilver   |
| Worstelen     | Mohammad Mehdi Yaghoubi    | -57kg vrije stijl (m) | Zilver   |
| Gewichtheffen | Mahmoud Namjoo             | -56kg (m)             | Brons    |

## Deelnemers en resultaten
(m) = mannen, (v) = vrouwen 

### Atletiek
| Olympiër         | Discipline   | Resultaat | Prestatie      |
| ---------------- | ------------ | --------- | -------------- |
| Ali Baghbanbash  | marathon (m) | DNF       | niet gefinisht |
| Najmeddin Farabi | tienkamp (m) | 12e       | 5103 punten    |

### Gewichtheffen
| Olympiër                   | Discipline  | Resultaat | Prestatie                                                                                 |
| -------------------------- | ----------- | --------- | ----------------------------------------------------------------------------------------- |
| Mahmoud Namjoo             | -56kg (m)   | Brons     | drukken: 3de met 100kg trekken: 3de met 102,5kg stoten: 3de met 130kg totaal: 332,5kg     |
| Hossein Zarrini            | -60kg (m)   | 13e       | drukken: 9de met 92,5kg trekken: 11de met 92,5kg stoten: 15de met 120kg totaal: 305kg     |
| Henrik Tamraz              | -67,5kg (m) | 5e        | drukken: 3de met 115kg trekken: 7de met 105kg stoten: 4de met 145kg totaal: 365kg         |
| Ebrahim Peyravi            | -75kg (m)   | 7e        | drukken: 9de met 107,5kg trekken: 3de met 117,5kg stoten: 4de met 147,5kg totaal: 372,5kg |
| Mansour Ghaffarzadeh       | -82,5kg (m) | 4e        | drukken: 3de met 132,5kg trekken: 4de met 122,5kg stoten: 3de met 162,5kg totaal: 417,5kg |
| Mohammad Hassan Rahnavardi | -90kg (m)   | 4e        | drukken: 2de met 140kg trekken: 3de met 127,5kg stoten: 4de met 157,5kg totaal: 425kg     |
| Firouz Pojhan              | +90kg (m)   | 4e        | drukken: 4de met 147,5kg trekken: 4de met 132,5kg stoten: 4de met 170kg totaal: 450kg     |

### Worstelen
| Olympiër                   | Discipline | Resultaat | Prestatie |
| -------------------------- | ---------- | --------- | --- |
| Mohammad Ali Khojastehpour | -52kg (m)  | Zilver    | 1ste ronde: vrij 2de ronde: W van ITA Chinazzo: punten 3de ronde: W van USA Delgado: punten 4de ronde: W van JPN Asai: punten 5de ronde: W van TUR Akbas: punten 6de ronde: V van URS Tsakalamanidze           |
| Mohammad Mehdi Yaghoubi    | -57kg (m)  | Zilver    | 1ste ronde: W van URS Chakhov: punten 2de ronde: W van AUS Jameson 3de ronde: W van IND Pandey 4de ronde: V van TUR Dağıstanlı: punten 5de ronde: W van KOR Lee: punten                                        |
| Naser Givehchi             | -62kg (m)  | 6e        | 1ste ronde: W van RSA Geldenhuys: punten 2de ronde: W van GBR Hall 3de ronde: V van FIN Penttilä: punten 4de ronde: V van TUR Sit: punten                                                                      |
| Imam-Ali Habibi            | -67kg (m)  | Goud      | 1ste ronde: W van SWE Anderberg 2de ronde: W van HUN Toth: punten 3de ronde: W van FRA Bielle: punten 4de ronde: W van ITA Nizzola: punten 5de ronde: W van JPN Kasahara: punten 6de ronde: W van URS Bestayev |
| Nabi Sorouri               | -73kg (m)  | 4e        | 1ste ronde: W van IND Singh 2de ronde: V van USA Fischer: punten 3de ronde: W van BUL Petkov: punten 4de ronde: W van RSA de Villiers: punten                                                                  |
| Abbas Zandi                | -79kg (m)  | 7e        | 1ste ronde: W van JPN Katsuramoto: punten 2de ronde: vrij 3de ronde: V van TUR Atli: punten 4de ronde: V van USA Hodge                                                                                         |
| Gholamreza Takhti          | -87kg (m)  | Goud      | 1ste ronde: W van RSA Theron 2de ronde: W van CAN Steckle 3de ronde: W van JPN Ohira 4de ronde: W van AUS Coote 5de ronde: W van URS Kulayev: punten 6de ronde: vrij 7de ronde: W van USA Blair: punten        |
| Hossein Nouri]             | +87kg (m)  | 9e        | 1ste ronde: V van BUL Mehmedov: punten 2de ronde: W van NZL Silva: punten 3de ronde: V van TUR Kaplan |

Afghanistan · Argentinië · Australië · Bahama's · België · Bermuda · Birma · Brazilië · Brits-Guiana · Bulgarije · Cambodja* · Canada · Ceylon · Chili · Colombia · Cuba · Denemarken · Duits eenheidsteam · Egypte* · Ethiopië · Fiji · Filipijnen · Finland · Frankrijk · Griekenland · Groot-Brittannië · Hongarije · Hongkong · Ierland · IJsland · India · Indonesië · Iran · Israël · Italië · Jamaica · Japan · Joegoslavië · Kenia · Liberia · Luxemburg · Malakka · Mexico · Nederland* · Nieuw-Zeeland · Nigeria · Noord-Borneo · Noorwegen · Oeganda · Oostenrijk · Pakistan · Peru · Polen · Portugal · Puerto Rico · Roemenië · Singapore · Sovjet-Unie · Spanje* · Taiwan · Thailand · Trinidad en Tobago · Tsjecho-Slowakije · Turkije · Uruguay · Venezuela · Verenigde Staten · Vietnam · Zuid-Afrika · Zuid-Korea · Zweden · Zwitserland*

*alleen deelgenomen in Stockholm